# Barriac-les-Bosquets
 Barriac-les-Bosquets  es una población y comuna francesa, situada en la región de Auvernia, departamento de Cantal, en el distrito de Mauriac y cantón de Pleaux.

## Demografía
| 315 | 269 | 228 | 180 | 180 | 187 |
| Para los censos de 1962 a 1999 la población legal corresponde a la población sin duplicidades (Fuente: INSEE [Consultar]) |     |     |     |     |     |